# Rugby 9 en los Juegos del Pacífico 2007
El rugby 9 en los Juegos del Pacífico 2007 se llevaron a cabo del 5 al 6 de septiembre de 2007 en el Estadio Marist St. Joseph's de Apia y y contó con la participación de 6 selecciones nacionales de Oceanía.

## Desarrollo

### Grupo A
| Pos. | Equipo     | Encuentros | Encuentros | Encuentros | Encuentros | Tantos  | Tantos    | Tantos     | Puntos |
| Pos. | Equipo     | jugados    | ganados    | empatados  | perdidos   | a favor | en contra | diferencia | Puntos |
| ---- | ---------- | ---------- | ---------- | ---------- | ---------- | ------- | --------- | ---------- | ------ |
| 1    | Islas Cook | 2          | 2          | 0          | 0          | 26      | 4         | +22        | 4      |
| 2    | Tonga      | 2          | 1          | 0          | 1          | 28      | 16        | +12        | 2      |
| 3    | Tokelau    | 2          | 0          | 0          | 2          | 6       | 40        | -34        | 0      |

Nota: se otorgan 2 puntos al equipo que gane un partido, 1 al que empate y 0 al que pierda

### Grupo B
| Pos. | Equipo | Encuentros | Encuentros | Encuentros | Encuentros | Tantos  | Tantos    | Tantos     | Puntos |
| Pos. | Equipo | jugados    | ganados    | empatados  | perdidos   | a favor | en contra | diferencia | Puntos |
| ---- | ------ | ---------- | ---------- | ---------- | ---------- | ------- | --------- | ---------- | ------ |
| 1    | Fiyi   | 2          | 2          | 0          | 0          | 42      | 24        | +18        | 4      |
| 2    | Samoa  | 2          | 1          | 0          | 1          | 32      | 18        | +14        | 2      |
| 3    | Niue   | 2          | 0          | 0          | 2          | 4       | 70        | - 66       | 0      |

Nota: se otorgan 2 puntos al equipo que gane un partido, 1 al que empate y 0 al que pierda

### Quinto puesto
| 6 de septiembre | Niue | 10 - 16 | Tokelau |  |  |

### Semifinal
| 6 de septiembre | Islas Cook | 6 - 0 | Samoa |  |  |

| 6 de septiembre | Tonga | 6 - 12 | Fiyi |  |  |

### Medalla de bronce
| 6 de septiembre | Samoa | 20 - 10 | Tonga |  |  |

### Medalla de oro
| 6 de septiembre | Fiyi | 14 - 0 | Islas Cook |  |  |